# Danse de Donald Trump

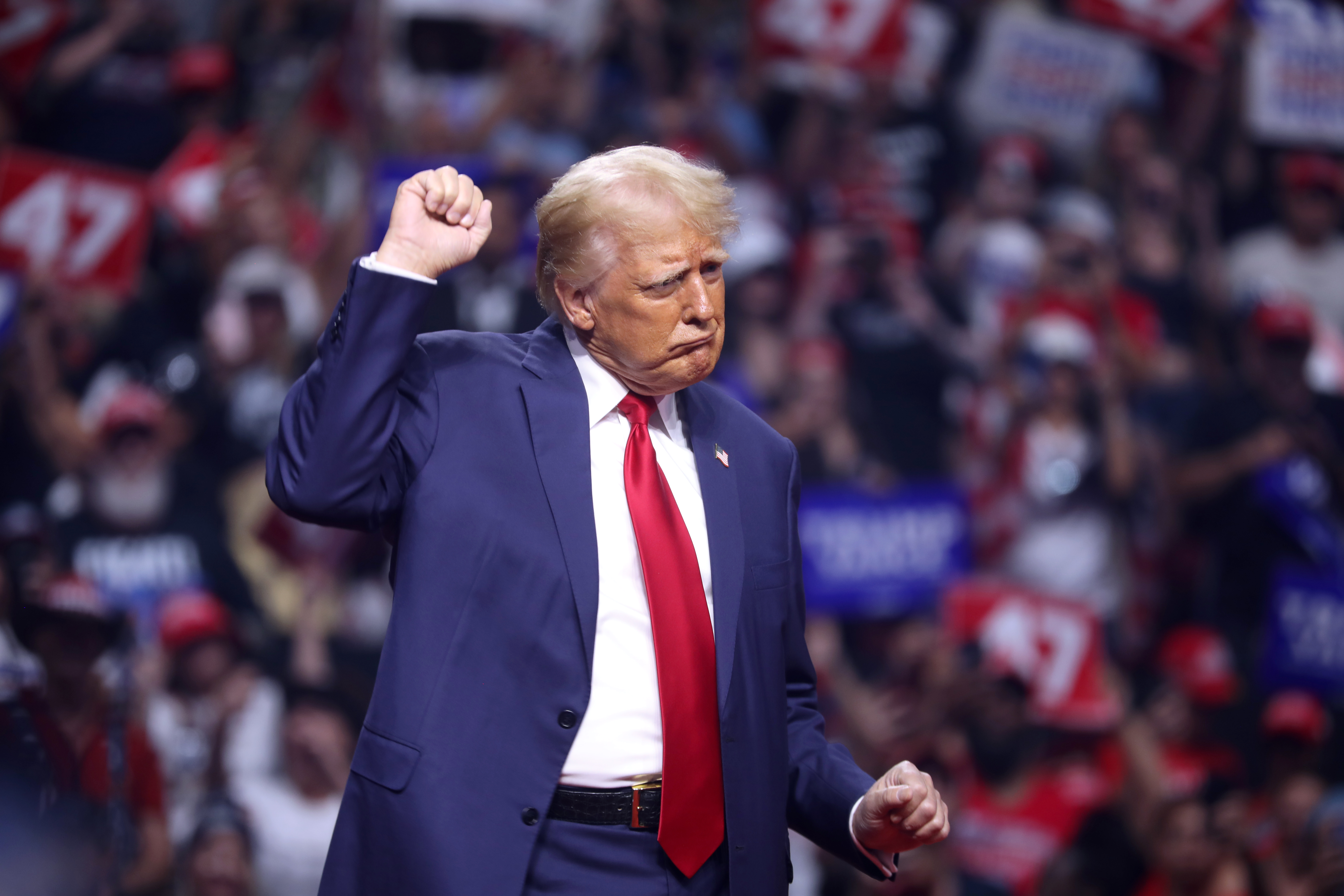
Donald Trump effectuant la « Trump dance » en Arizona en 2024.

La danse de Donald Trump ou Trump dance en anglais, est une danse célébratoire inspirée des gestes caractéristiques de Donald Trump, 45e et 47e président des États-Unis, lors de ses meetings, notamment sur la chanson « Y.M.C.A. » des Village People. Cette danse consiste principalement en des mouvements de hanches latéraux accompagnés de discrets mouvements de bras vers l’avant.

## Origines
La danse est apparue lors des rassemblements électoraux de Trump durant sa campagne de 2020, et a pris davantage d’ampleur pendant sa campagne de 2024,. Ses gestes sont rapidement devenus viraux sur les réseaux sociaux et ont été repris bien au-delà du cercle politique.

| Cari Kelemen | Twitter |
| @KelemenCari |         |

             OMG! He added a golf swing! ♥
         

        24 octobre 2024

En octobre 2024, Trump ajoute à cette chorégraphie une mimique de swing de golf, ce qui suscite de nombreuses réactions sur les réseaux sociaux,.

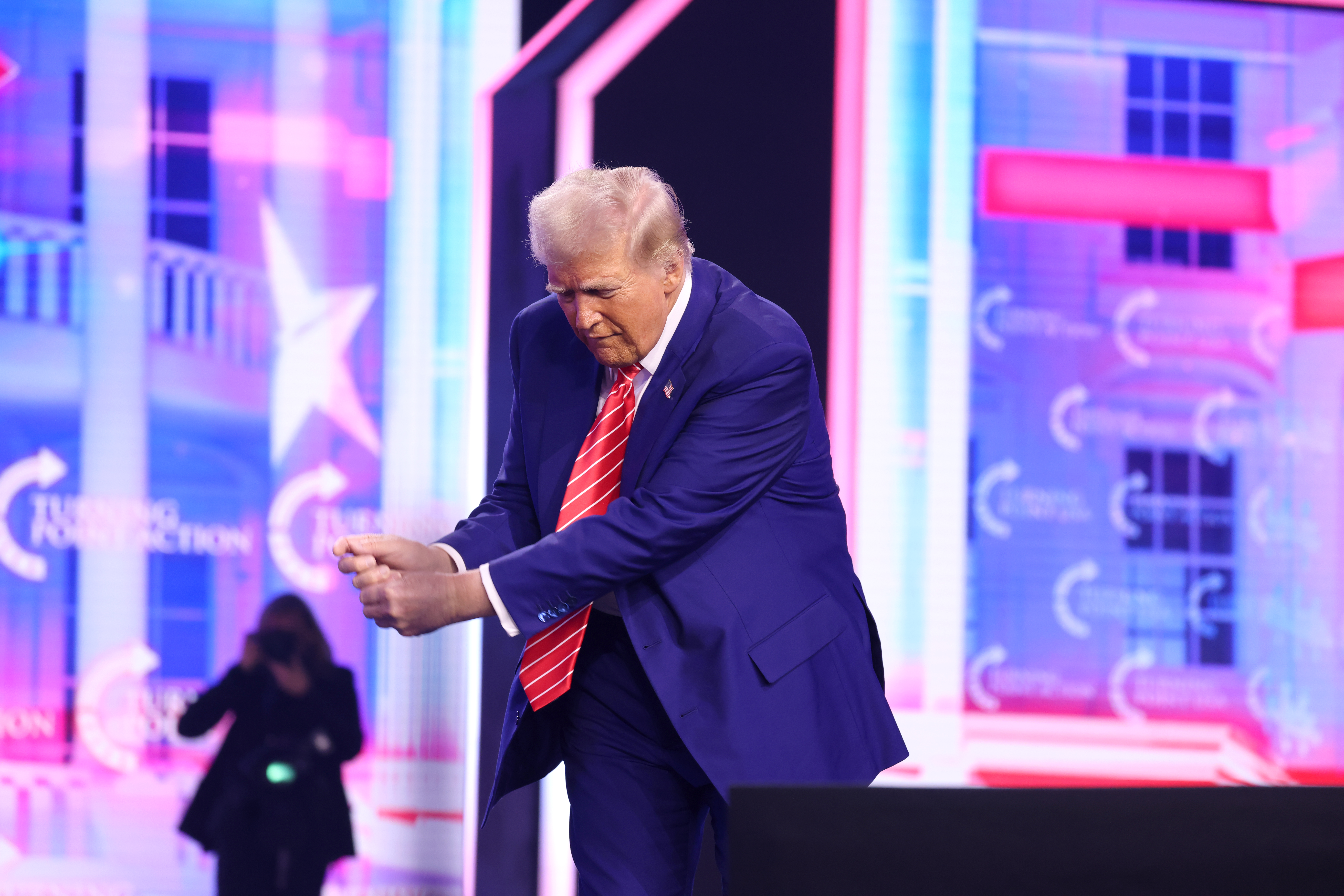
Trump effectuant son « swing de golf », capté lors de l’AmericaFest 2024.

La chanson « Y.M.C.A. » des Village People, que Trump appelle l’« hymne gay national »,, accompagne fréquemment cette chorégraphie.

## Adoption dans le sport
La Trump dance a été adoptée par plusieurs athlètes dans des contextes sportifs majeurs.

### Football américain (NFL)
Des joueurs de la NFL comme Brock Bowers (Raiders de Las Vegas), Calvin Ridley (Titans du Tennessee), Nick Bosa (49ers de San Francisco) ou Za'Darius Smith (Lions de Détroit) l'ont mimée pour célébrer des actions de jeu.
Fin novembre 2024, la NFL annonce ne pas sanctionner cette danse durant les matchs.

### Football (soccer)
Le capitaine de la sélection américaine, Christian Pulisic, célèbre un but contre la Jamaïque le 18 novembre 2024 avec la Trump dance, précisant ensuite qu’il ne s’agissait « pas d’un geste politique ». Des joueurs de Barnsley FC l'imitent également quelques jours plus tôt.

### Arts martiaux mixtes
Le champion de l’UFC Jon Jones inclut la Trump dance dans ses célébrations post-combat.

### Golf
La golfeuse professionnelle Charley Hull la reproduit lors d’un tournoi le 17 novembre 2024.

## Réception culturelle
Symbole de l’entrelacement entre culture sportive et politique, la Trump dance est perçue de manière contrastée : ses partisans y voient l’influence culturelle de Trump ; ses détracteurs y lisent un geste clivant,,.
La semaine précédant l’élection présidentielle de 2024, la chanson « Y.M.C.A. » entre dans le classement Billboard des musiques électroniques pour la première fois en 47 ans. Selon Victor Willis, son auteur, elle a généré plusieurs millions de dollars depuis son adoption par Trump,.
En novembre 2024, la chroniqueuse Maureen Dowd écrit dans le New York Times vouloir apprendre la danse auprès des jeunes de sa famille. À la même période, le président argentin Javier Milei effectue la Trump dance lors d’un gala à Mar-a-Lago.